# Quercus saltillensis
Quercus saltillensis är en bokväxtart som beskrevs av William Trelease. Quercus saltillensis ingår i släktet ekar, och familjen bokväxter. Inga underarter finns listade i Catalogue of Life.

## Bildgalleri

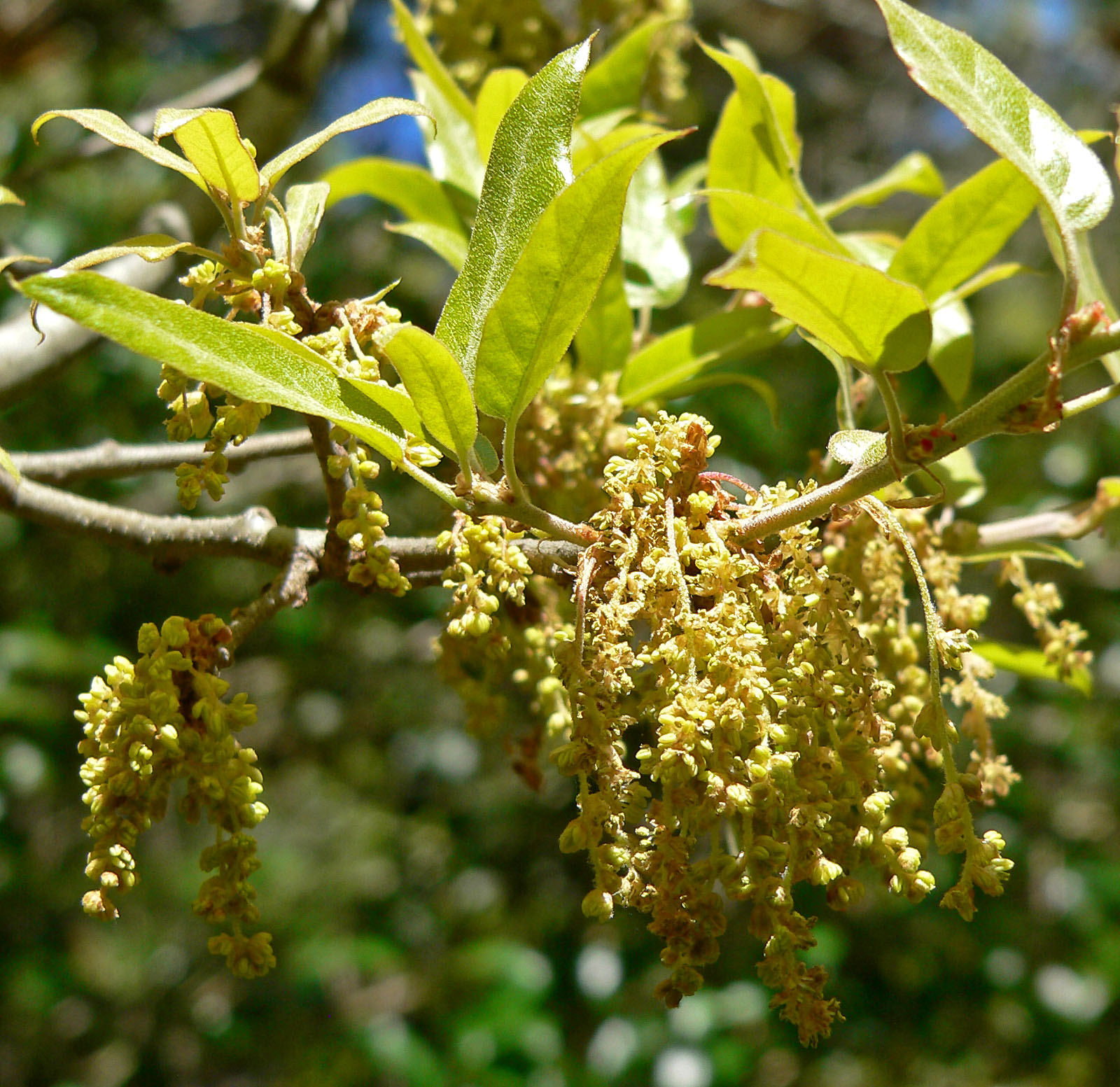
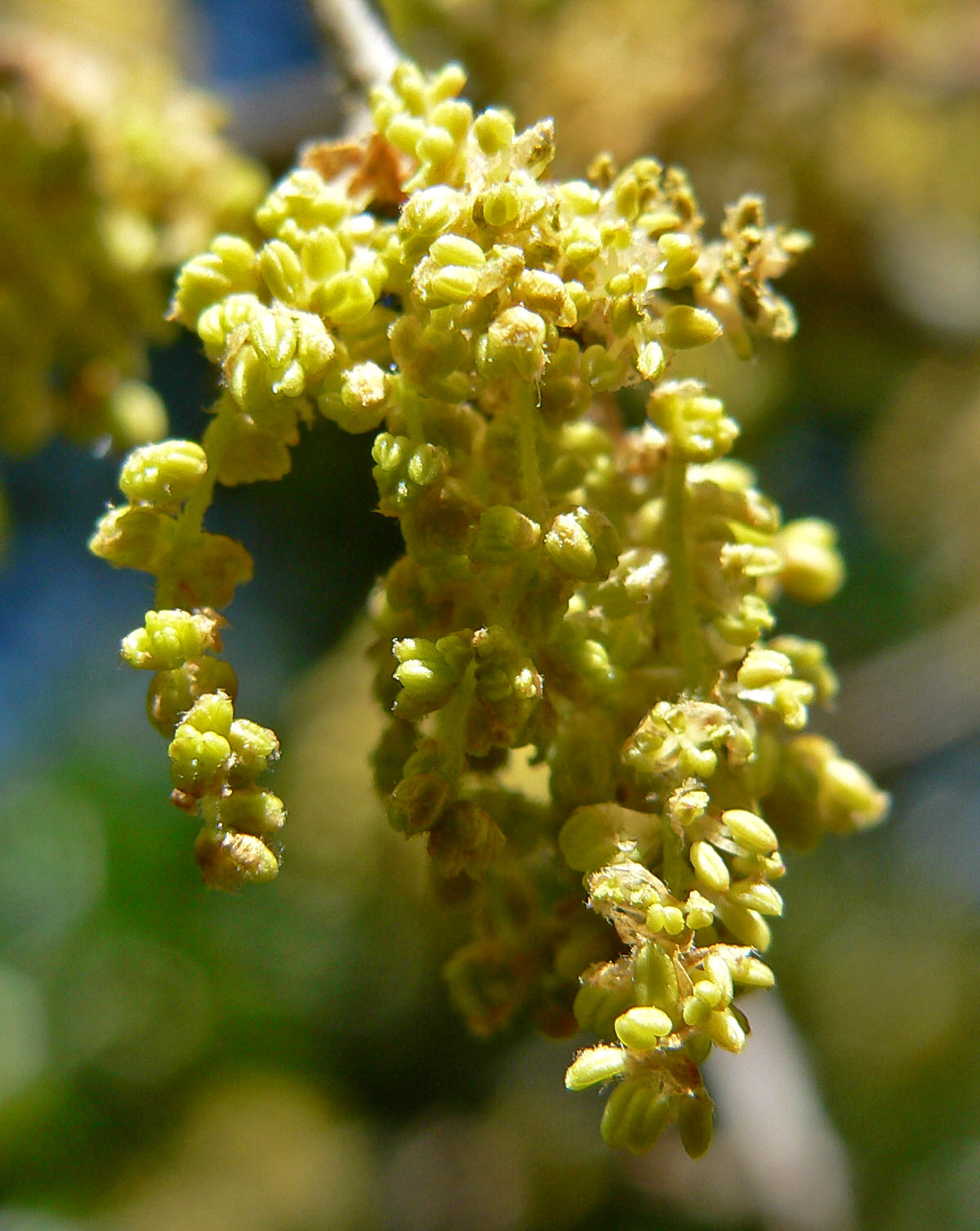